# Россия (кинотеатр, Ростов-на-Дону)
«Россия» — исторический панорамный кинотеатр в центре Ростова-на-Дону у входа в Парк культуры и отдыха имени Максима Горького со стороны Пушкинской улицы (ул. Пушкинская, 52). В конце 1990-х годов из-за нерентабельности здание перестало функционировать как кинотеатр, а в середине нулевых было передано муниципальному джазовому центру имени Кима Назаретова. В 2008 году состояние кинотеатра было признано аварийным и в 2016 году он был полностью демонтирован.

## История
В конце 1930-х годов у входа в парк имени М. Горького со стороны Пушкинской улицы городскими властями было запланировано строительство театра эстрады (полное название: театр государственного объединения музыки, эстрады и цирка (ГОМЭЦ). Его рассчитывали открыть в конце 1941 года, но начавшаяся Великая Отечественная война не позволила завершить строительство. Летом 1942 года здание серьёзно пострадало после прямого попадания нескольких авиабомб. Стены недостроенного театра эстрады на улице Пушкинской в послевоенное время использовались в качестве летнего (под открытым небом) кинотеатра "Эпоха". В конце 1950-х годов было решено построить на его месте крупнейший на юге страны панорамный кинотеатр. Проект здания разработал ростовский архитектор Лев Леонидович Эберг.
Здание сочетало в себе элементы эклектики, неоклассицизма и конструктивизма: вертикальные оконные переплеты на фасаде сочетались со стилизованными колоннами, что придавало кинотеатру неповторимый, легко узнаваемый облик.
Кинотеатр «Россия» был торжественно открыт 5 ноября 1959 года. Ростов-на-Дону стал четвёртым городом в СССР (после Москвы, Ленинграда и Киева), где появился панорамный кинотеатр. Зрительный зал вмещал до 960 человек и был отделан специальным звукоизоляционным материалом. Угол охвата большого изогнутого киноэкрана (32×10 м) по горизонтали составлял 146° и по вертикали порядка 50° . Для уменьшения самозасветки боковые части экрана имели узкие вертикальные гофрированные полосы. «Россия» была оснащена новейшей по тем временам кинопроекционной аппаратурой. Кинопоказ осуществлялся тремя одновременно работающими засинхронизированными проекторами с трёх разных 35-мм плёнок . 

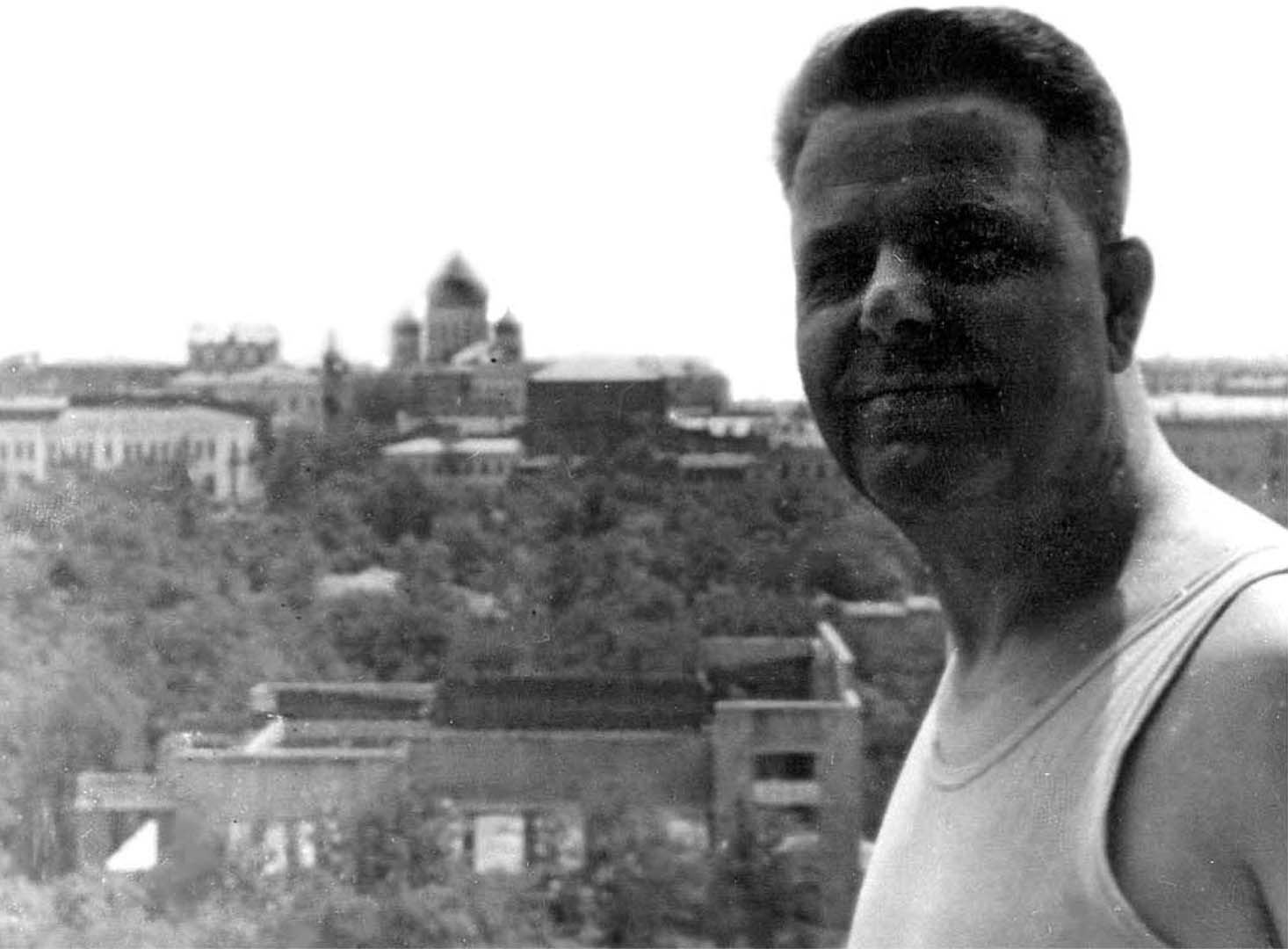
Летний кинотеатр «Эпоха» (недостроенный Театр эстрады у входа в парк им. Горького с Пушкинской улицы). 1956 год

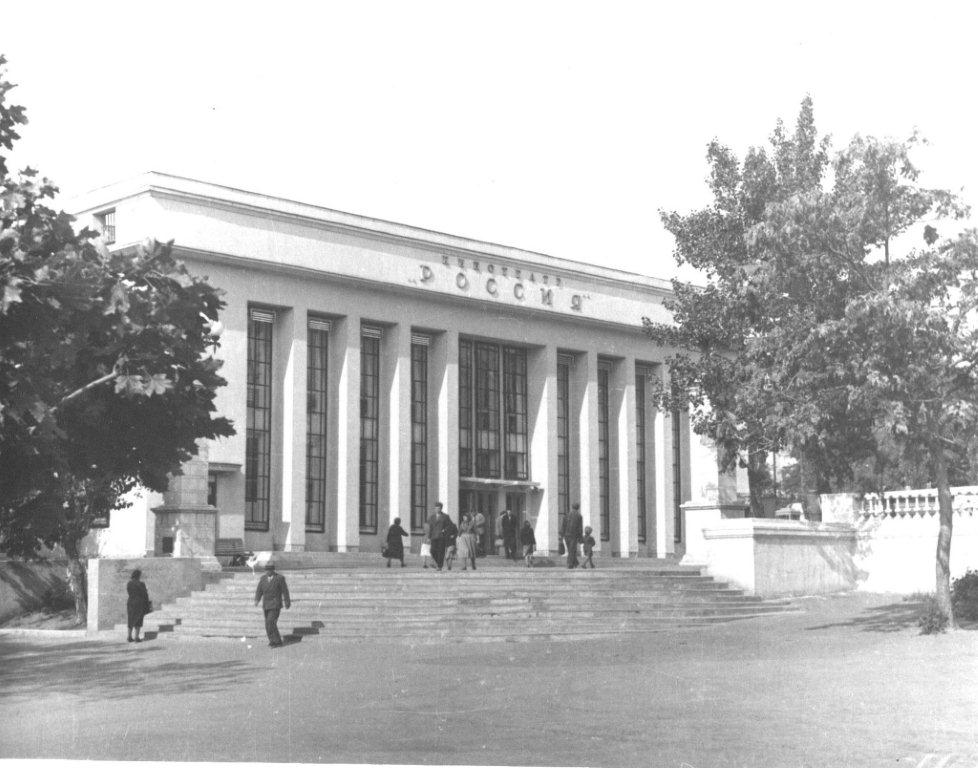
Кинотеатр «Россия» в советский период

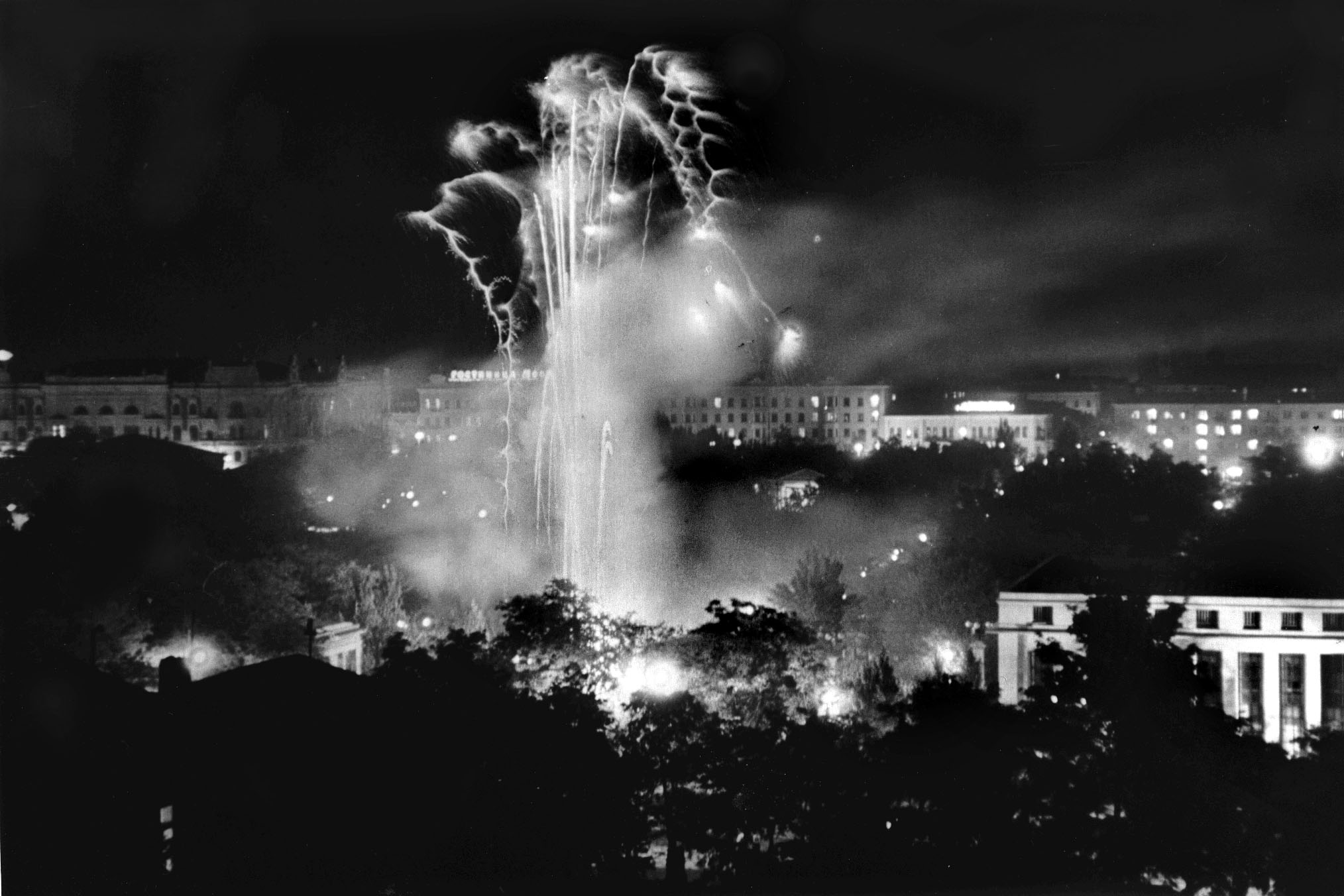
Праздничный фейерверк в парке им. Горького перед кинотеатром "Россия". Вход в парк с Пушкинской улицы. 1962 год

Каждый проектор проецировал свою часть панорамного изображения на свою часть экрана. Объёмность звука была выше, чем в современных кинотеатральных Dolby 5.1, или DTS 5.1 системах, т.к. в советской системе звука панорамного кино использовалась 9-ти канальная запись и воспроизведение звука с отдельной, движущейся синхронно с изображением 35 мм перфорированной магнитной ленты. Пять каналов звуковоспроизведения обслуживали пять групп громкоговорителей, расположенных за сверхшироким изогнутым экраном на равных расстояниях друг от друга, три звуковоспроизводящих канала питали три группы громкоговорителей соответственно на левой, правой и задней стенах. Был даже отдельный канал с громкоговорителями на потолке для звуковых эффектов, идущих сверху. К сожалению, такая сложная система показа панорамных фильмов имела и свои недостатки. Так, например, обрыв одной из плёнок приводил к прекращению показа всего фильма. Возобновление показа было возможно только после синхронного запуска всех проекторов и многодорожечного магнитофона, для чего иногда требовалась остановка показа панорамного фильма до 10...20 минут.
Первый советский цветной полнометражный панорамный документальный фильм «Широка страна моя» стал первой кинолентой, демонстрировавшейся в «России». После показывался первый цветной художественный панорамный фильм «Течёт Волга», затем первый советский игровой широкоформатный фильм «Повесть пламенных лет». Эти фильмы шли в «России» по нескольку месяцев при неизменно переполненном зале. На втором этаже обосновался эстрадный оркестр под руководством Георгия Балаева. К сожалению демонстрация панорамных фильмов оказалась слишком сложным процессом, вследствие чего через несколько лет оборудование для показа панорамного кино было демонтировано, кривизна экрана уменьшена, и кинотеатр "Россия" перешёл на показ широкоформатного кино с одной широкой 70 мм киноплёнки.
В 1990-х прибыль от кинопоказов стала падать. Убыточность кинотеатра вынудила закрыть его в конце 1990-х. Некоторое время администрация пыталась приспособить большой зал под другие цели. Здесь проводились гастроли артистов, общественные лекции, тренинги, выставки-продажи шуб и даже схватки псов бойцовских пород. В середине 2000-х здание было передано джазовому центру имени Кима Назаретова.

### Перспективы восстановления кинотеатра "Россия"
В 2005 году городские власти объявили конкурс на реконструкцию здания кинотеатра «Россия». Победителем стало ООО «Ростдонавтовокзал», которое и взяло на себя обязанности инвестора капитального ремонта и реконструкции здания кинотеатра. С 2007 года был запланирован капитальный ремонт, который по плану должен был завершиться через год. Однако в процессе подготовки капитального ремонта якобы было установлено аварийное состояние здания, и оно  подлежало сносу. В СМИ была «озвучена» информация что, поскольку, в послевоенный период в стране был острый дефицит стройматериалов, здание было построено практически без фундамента, использовался некачественный цемент и битый кирпич.
Однако такое обоснование причины сноса здания кинотеатра «Россия» вызывает большие вопросы. Перед восстановлением или перестройкой зданий в послевоенный период проводилось обязательное исследование состояния фундамента и грунтов под ним. На самом деле здание кинотеатра было построено архитектором Львом Эбергом на капитальном фундаменте недостроенного в предвоенные годы Театра эстрады, и не сразу в послевоенное время, а с 1958 по 1959 год, когда дефицита стройматериалов в стране давно уже не было. Такой выдающийся архитектор, как Лев Леонидович  Эберг, по определению, не мог строить здание без фундамента и на битом кирпиче!.
Различные согласования с ведомствами Министерства культуры относительно ремонта или демонтажа объекта культурного наследия, поиск нового инвестора заняли 8 лет, и только летом 2016 года к грядущему в 1918 году чемпионату мира по футболу здание кинотеатра было полностью демонтировано. Это вызывает большое сожаление, хотя, формально, памятник культурного наследия кинотеатр «Россия» не снесён, а демонтирован, с сохранением некоторых элементов его конструкции. Таким образом, он может быть восстановлен, например, в виде того же кинотеатра «Россия», но по самым современным стандартам кинотеатров Аймакс с гигантским экраном и объёмным звуком Долби Атмос. Возможны и другие варианты его восстановления и дальнейшего использования.
Практика такого восстановления в стране известна. Например, гостиница «Москва» на Манежной площади в самом центре Москвы в нулевые годы была полностью демонтирована вместе с частью фундамента, а затем восстановлена с точным воспроизведением внешнего вида, но с совершенно новой внутренней планировкой. Официальной причиной сноса было старение и сильный износ конструкции, хотя, существенным фактором, повлиявшем на принятие решения о сносе, скорее всего, был факт её минирования нашими спецслужбами осенью 1941 года перед возможным оставлением Москвы. В силу разных причин, документация по минированию гостиницы «Москва» во время ВОВ была утеряна, и гостиница для депутатов Верховного Совета более 60 лет простояла с десятками ящиков взрывчатки (в общей сложности 1160 кг тротила) под её фундаментом!
На месте кинотеатра "Россия" к 2018 году по проекту архитектора Светланы Бегаловой должен был быть построен культурно-развлекательный комплекс с воссозданием исторических фасадов. Однако 14 февраля 2018 года директор Департамента экономики  Светлана Камбулова заявила, что проект реконструкции кинотеатра «Россия» исключили из перечня инвестиционных проектов города, что весьма характерно для властей Ростова-на-Дону в последние годы. Решается вопрос о продаже доли муниципалитета в этом проекте, дальнейшие планы неизвестны. С 2021 года общественность тревожат слухи о строительстве гостиницы вместо реконструкции легендарного кинотеатра.

### На месте демонтированного кинотеатра "Россия" планируется постройка ТРЦ
Годы судебных тяжб и скандалов практически полностью уничтожили веру ростовчан в возвращение легендарного здания в его историческом облике. Лакомый кусок земли в самом центре города не мог столь долго оставаться без внимания. Недавно в СМИ озвучена информация, что владелец СК «Зенит девелопмент» Евгений Дегтярев (он же владелец компании «Ростдонавтовокзал» - бывшего инвестора капитального ремонта и реконструкции кинотеатра) в начале 2025 года приступает к возведению в парке Горького четырехэтажного торгово-развлекательного центра (ТРЦ) на месте демонтированного кинотеатра «Россия». Объект планируется ввести в эксплуатацию в 2027 году. Название ТРЦ пока не определено, но сохранить название «Россия» скорее всего не удастся из-за законодательных ограничений на использование государственных символов в коммерческих целях.
В конце декабря 2024 года Федеральная служба судебных приставов направила иск в Арбитражный суд Ростовской области об обращении взыскания на земельный участок, находящийся под бывшим кинотеатром «Россия». Ранее в этом же году Арбитражный суд Ростовской области удовлетворил требование Комитета по охране объектов культурного наследия к фирме, обязанной заниматься реконструкцией кинотеатра «Россия», и обязал её завершить работы по сохранению здания в течение 48 месяцев.